# Idionyx travancorensis
Idionyx travancorensis – gatunek ważki z rodziny Synthemistidae. Występuje w Ghatach Zachodnich (południowo-zachodnie Indie); stwierdzony w stanach Tamilnadu, Kerala i Karnataka.
Fraser (1936) podał następujące wymiary:
- samiec – długość odwłoka 32 mm, długość tylnego skrzydła 32 mm,
- samica – długość odwłoka 32–35 mm, długość tylnego skrzydła 34–35 mm.